# Paramuzoa luteoantenata
Paramuzoa luteoantenata är en kackerlacksart som beskrevs av Rocha e Silva och Guilherme A.M.Lopes 1977. Paramuzoa luteoantenata ingår i släktet Paramuzoa och familjen småkackerlackor. Inga underarter finns listade i Catalogue of Life.